# Филип Меланхтон
Филип Меланхтон (Philipp Melanchthon, латинизирано име на Филип Шварцерд, Philipp Schwartzerdt) е немски филолог, философ, хуманист, теолог, автор на новолатински, поет и е бил известен като „Praeceptor Germaniae“ (Учител на Германия). Заедо с Мартин Лутер е един от вдъхновителите и двигателите на немската и европейската Реформация.

## Биография
Филип Меланхтон както приживе, така и във вековете, остава в сянката на Лутер. Но отдавна са признати изключителните му заслуги към Реформацията като неин първи систематичен богослов, хуманист от световна величина и обновител на тогавашното схоластическо образование. За протестантите Меланхтон се нарежда непосредствено след Лутер и Калвин.
Рожденото му име е Филип Шварцерд (букв. „Черноземски“). Той е роден на 16 февруари 1497 г. в градчето Бретен до Карлсруе. Баща му по професия е военен и завежда арсенала на местния граф. След като усвоява четмо и писмо у дома си, на 10-годишна възраст Филип е изпратен в латинско училище в Пфорцхайм. Скоро след това той остава сирак, защото баща му е убит. Под ръководството на учителя Георг Зимлер Филип изучава латински, гръцки и философията на Аристотел. Като юноша той изпитва силното влияние на своя дядо – изтъкнатия хуманист Йоханес Ройхлин, който го убеждава да смени аграрното си фамилно име с гръцкия му превод – Меланхтон.
Още преди да навърши 13 години, Филип е приет в реномирания Хайделбергски университет, където слуша лекции по философия, реторика, астрономия, астрология и усвършенства гръцкия език. През 1512 г. той настоява да защити магистърска степен, но университетът отказва, защото е само на 15 години. Обиден, Меланхтон се прехвърля в Тюбингенския университет, където разширява кръга на изучаваните от него предмети с право, математика и дори медицина. Йохан Щьофлер го запознава с тайните на астрологията. Под влиянието на видните хуманисти Ройхлин и Еразъм Ротердамски Меланхтон се убеждава, че учението на Христос според Евангелията значително се различава от закостенялата и безплодна схоластика на Средновековието. По това време той няма пряк контакт с православието и не го познава.
В Тюбинген Меланхтон е назначен за асистент и преподава на началните студенти реторика, антична литература и история. Първата му публикация е предговор към един труд на Ройхлин (1514). По-късно издава произведенията на Теренций (1516) и Граматика на гръцкия език (1518). Неговите опити да обнови програмата и методиката на обучението се натъкват на яростна съпротива. Затова младият учен не се поколебава, когато Лутер му предлага да премине на работа във Витенбергския университет.
На диспута между римокатолици и протестанти в Лайпциг през 1519 г. той не е сред участниците, а сред публиката. Неговите обосновани забележки принуждават Йохан Ек да му отправи лични нападки. По-късно през същата година Меланхтон му отговаря с памфлета „Защита срещу Йохан Ек“. Тук той за първи път развива тезата за върховенството на Библията и нейното тълкуване. Благодарение на лекциите му за Евангелието на Матей и посланието на апостол Павел до римляните, както и задълбочените му анализи на апостола на езичниците му донасят степен бакалавър по богословие. През 1520 г. той преминава в Богословския факултет и се жени за дъщерята на витенбергския кмет Катарина Крап.
Меланхтон е нисък, леко недъгав и пелтек, което не му пречи да е успешен преподавател и проповедник. Той става обикновено в 2 часа през нощта и ляга в 21 часа, като работи непрекъснато. Синът му Георг умира на двегодишна възраст. Когато внезапно издъхва сестрата на жена му и нейният съпруг, Филип осиновява децата им. Неговата дъщеря Ана умира 25-годишна и оставя безпомощен съпруг поет и четири малки деца. Меланхтон осиновява и тях. Приятелите му злоупотребяват с неговата всеотдайност, защото често го молят да пише проповеди и трактати, които те представят от тяхно име.
В нов трактат от 1520 г. – годината, когато Лутер е отлъчен от Римокатолическата църква – Меланхтон го защитава с довода, че той отхвърля само папските извращения на библейското учение. Лутер е подгонен и се крие във Вартбургския замък. Екзалтирани и есхатологично настроени „пророци“ от Цвикау предизвикват смутове във Витенберг. Меланхтон, който по характер е мек, тих и чужд на всяка воинственост, не успява да им се противопостави. Едва намесата на Лутер спасява положението. През 1521 г. Меланхтон публикува прочутия си трактат „Общи места“, който се оказва важен за утвърждаването и разпространяването на идеите на Реформацията. Той представя протестантството под формата на дискусия за основните идеи в посланието до римляните. В Кеймбриджкия университет тази книга става учебник в продължение на столетие, а кралица Елизабет I буквално го научава наизуст.
Меланхтон посещава родния си град през 1524 г. Папският легат кардинал Лоренцо Кампеджо се опитва да го върне „в правия път“, но без успех. През 1529 г. Меланхтон придружава принца електор до Диетата (Райхстага) в Шпайер. Той храни илюзии, че неговите аргументи ще убедят римокатолическите опоненти и проявява голяма търпимост към крайните възгледи на швейцарските протестанти, за което по-късно съжалява.
На Диетата в Аугсбург, свикана през 1530 г., Меланхтон представя текста на т. нар. Аугсбургско изповедание. Днес то се смята за най-важното произведение на Реформацията. Въпреки че неизбежно черпи от трудове на Лутер, изповеданието е написано от Меланхтон. Лутер обаче изразява несъгласие с миролюбивия му тон. Меланхтон му отговаря с „Апология на Аугсбургского изповедание“, което разкрива някои противоречия между него и бащата на Реформацията.
След Аугсбург Меланхтон се отдава на научна и преподавателска дейност. Той издава „Тълкувание на посланието на Павел до римляните“ (1532). През 30-те години е въвлечен в споровете за същността на Евхаристията и порицава крайно рационалистичното учение на Калвин за нея като „нечестива догма“. Той проявява склонност да променя позициите си. През 1536 г. Меланхтон е порицан от проповедника Кордат от Ниемек, че се придържа към учението за оправдание с дела и прави опит да се оправдае с писма до Лутер и другите видни реформатори. Той първоначално учи за предопределение като Калвин, но във второто издание на „Общи места“ (1535) смекчава възгледите си, като възприема теорията за синергизма (взаимодействието между Божията благодат и човешката воля).
Последните десетина години от живота на Меланхтон са изпълнени със страдания и неприятности. Неговият вдъхновител Лутер умира (1546) и на погребението Меланхтон произнася патетично слово. През 1546 – 1547 г. се води война, в която католическата армия на Свещената Римска империя начело с Карл V разгромява протестантските войски на Шмалкалденската лига. На 15 май 1548 г. в Аугсбург императорът издава указ, съставен от тримата богослови Йоханес Агрикола, Юлиус фон Пфлуг и Микаел Хелдинг. С него се заповядва на протестантите да възприемат учението на Римокатолическата църква, включително и седемте тайнства, но се правят и някои отстъпки – на протестантските духовници се разрешава да се женят, а на миряните да се причастяват под двата вида. Меланхтон проявява склонност да приеме различните аспекти на римокатолическата доктрина, които осмисля схоластически като „адиафора“, т.е. действия, които не са нито задължителни, нито забранени. Той пренебрегва факта, че тези компромиси се правят под явен политически и военен натиск. Меланхтон се оказва между Сцила и Харибда, между омразата на римокатолиците и презрението на крайните протестанти начело с Матиас Флаций, който го обвинява в ерес и вероотстъпничество. Той понася клеветите със самообладание и търпение.
По негов съвет принцът електор на Саксония се съгласява да изпрати представители на Тридентинския събор при условие, че протестантите ще участват в обсъжданията и папата няма да председателства събора. За целта Меланхтон съставя „Саксонско изповедание“, което е по-умерен вариант на Аугсбургското. Самият той не успява да стигне до Тренто. Преди 1551 г. поддържа формулата „Добрите дела са необходими за спасението“, но се отказва от нея, когато е обвинен, че прави компромис с римокатолиците.
Скандал избухва на колоквиума във Вормс през 1557 г. Привържениците на Флаций и саксонските богослови използват случая да унижат Меланхтон, като го обвиняват едновременно в синергизъм и цвинглианство. От друга страна върху него се нахвърлят римокатолиците, които го обвиняват, че е архиеретик. Меланхтон отговаря обосновано на клеветите, враговете му напускат Вормс и римокатолиците разтурят колоквиума, като обвиняват протестантите за неговия провал. Ницше отбелязва, че това е най-голямото унижение за Реформацията през XVI в.
През последните години от живота си Меланхтон се ангажира в спорове за същността на Причастието. Калвинистките идеи, че то е само възпоменание за Тайната вечеря, получават голямо разпространение в Германия. Меланхтон се бори срещу тях. Той приема действителното присъствие на Христовото тяло и кръв в осветения хляб и вино, но отхвърля схоластическия термин transsubstantiatio („пресъществяване“), който в края на XVII в. е приет и от Православната църква. За разлика от Калвин Меланхтон пряко свързва Евхаристията с оправданието.
Той не одобрява почитането на светците, което приема изродени форми в средновековното римокатоличество, но издига на пиедестал ролята на Дева Мария. Порицава като „монашеска измислица“ новия празник на Непорочното зачатие, който е одобрен от папа Сикст IV през 1476 г. Непорочното зачатие е обявено за догма през 1854 г. Според Меланхтон Дева Мария е модел (typus) на Църквата. На Голгота тя страда така, както никое друго човешко същество. Християните трябва да се обединят с нея под кръста, за да станат христоподобни.
През март 1560 г. Меланхтон пътува до Лайпциг, простудява се и се разболява от бронхопневмония. Негова последна утеха е непрекъснатата молитва и слушането на откъси от Свещ. Писание. Когато зет му го пита дали иска нещо, той прошепва: „Нищо, освен рая“. Филип Меланхтон издъхва на 19 април вечерта. Тленните му останки са положени в крепостната църква във Витенберг, от която започва Реформацията. В лутеранския календар Меланхтон е включен като светец – един култ, който той обаче приживе отхвърля. Различните клонове на тази църква отбелязват паметта му на различни дни – 16 февруари или 25 юни.
Филип Меланхтон не е оригинален ум. Неговото значение за Реформацията се състои във факта, че той систематизира идеите на Лутер, защитава ги пред обществеността и ги влага в основите на образованието. Без постоянното насърчаване на Лутер Меланхтон би останал само отличен кабинетен учен. След папската була, с която се отлъчва родоначалникът на Реформацията, Меланхтон пише в едно свое писмо: „Предпочитам да умра, отколкото да бъда разделен от Лутер!“ По-късно той го сравнява с пророк Илия и го нарича „човек, изпълнен със Светия Дух“.
Лутер съзнава различията между двамата, когато пише: „Трябваше да се боря с простолюдието и бесовете, поради което моите книги са много воинствени. Аз съм суровият сапьор, който трябва да прокаря пътя, но магистър Филип действа меко и нежно, той сее и полива усърдно, защото Бог го е надарил богато с дарования“. Лутер, който яростно напада близки по дух хора като Еразъм и Бусер, никога не обижда лично Меланхтон. Но Меланхтон в частната си кореспонденция понякога изразява недоверие в Лутер или се жалва, че бил унижаван от него.
Като личност и църковен деец Меланхтон се отличава с умереност, предпазливост и миролюбие. Неговите врагове възприемат тези добродетели като пороци и го обвиняват в нерешителност, непоследователност и малодушие. Неговият темперамент е пасивен, а не активен. Докато Лутер по нагласа е революционер, Меланхтон е дълбоко консервативен тип. Той изпитва много по-голям пиетет към църковната история и традиция от бунтаря Лутер и познава западните и източните св. отци много по-добре от него. Меланхтон изпраща трудовете си до Цариградската патриаршия, но не среща съчувствие. Освен това, неговата ерудиция в областта на античната литература и история му позволява да намира много допирни точки между християнството и езичеството. Отношението му към църковната йерархия и богослужение също е консервативно до такава степен, че Кордат и Шенк го обвиняват в тайно римокатоличество. В неговата книга „Общи места“ (1535) Меланхтон подкрепя Лутеровата представа за църквата като „мистична невидима общност“, но по-късно се убеждава, че църквата трябва да има видими материални измерения. Той е на мнение, че трябва да се запази трисъставната църковна йерархия. Властта в църквата не трябва да е само нейна привилегия, а да се споделя и от миряните. В съгласие с Лутер Меланхтон не смята, че църквата е редно да бъде изолирана от държавата. Напротив, задължение на държавата е да защитава църквата. В неговата етика Меланхтон се опира не толкова на Аристотел, колкото на Цицерон. Той не разграничава категорично естествения от богооткровения морал. Според него в процеса на спасението се съчетават три фактора – Словото Божие, Светият Дух и човешката воля. Той приема Еразмовото определение за свободата като „способността на човека да съдейства на благодатта“.
Като тълкувател на Библията Меланхтон твърди, че всеки, който се занимава с тази дейност, следва да е първо граматик (филолог), след това диалектик (философ) и накрая свидетел (богослов). В екзегетиката неговият предпочитан метод е буквалният за разлика от схоластиците, които търсят четири нива на смисъл в свещените текстове. Меланхтон оставя тълкувания на следните библейски книги: Битие, Притчи, Даниил, Псалмите, посланията до римляните, колосяните и тези на св. Йоан Богослов. Той е дясната ръка на Лутер при превеждането на Библията на говорим немски език. Меланхтон стои в основата и на протестантската омилетика. Той обнародва Катехизис за деца (1532) и Германски катехизис (1549), който следва схемата, зададена от Лутер.
Филип Меланхтон присъства в историята като забележителен богослов и хуманист. Той едновременно отразява и надхвърля параметрите на неговото време и неговото вероизповедание. Не само той, но и другите бащи на Реформацията погрешно интерпретират дилемата между закона и Евангелието в учението на апостол Павел. Под „закон“ те разбират папството и свързаните с него обреди и предания, а под „Евангелие“ – личното познание за Христос, постигано чрез четене на Библията, молитви и песнопения. Такъв подход обаче е анахроничен, защото апостол Павел през I в. няма предвид късносредновековната Римска курия, а Мойсеевия закон, който е преосмислен и преодолян от Спасителя и основаната от Него вселенска църква. Тя не е и не може да е тъждествена с протестантските общности, появили се през XVI в. благодарение на усилията на идеалисти като Филип Меланхтон.

## Изследвания
- Schneider, J. R. Philip Melanchthon’s Rhetorical Construal of Biblical Authority: Oratio Sacra. Lewiston, 1990 (Texts and Studies in Religion, 51).
- Melanchthon in seinen Schülern. Hrsg. v. Heinz Scheible. Wiesbaden, 1997 (Wolfenbütteler Forschungen, 73).
- Августин (Никитин), Архим. Филипп Меланхтон и православный Восток Архив на оригинала от 2004-12-15 в Wayback Machine.. – Християнство сегодня, 1997, август, 17 – 19;
- Estes, J. M. Peace, Order and the Glory of God: Secular Authority and the Church in the Thought of Luther and Melanchthon, 1518 – 1559. Leiden, 2005 (Studies in Medieval and Reformation Traditions: History, Culture, Religion, Ideas, 111).
- Schofield, J. Philip Melanchthon and the English Reformation. Aldershot, 2006 (St Andrews Studies in Reformation History).
- Wandel, L. P. The Eucharist in the Reformation: Incarnation and Liturgy. Cambridge, 2006.
- Уелс, П. Понятието за държавата в реформаторската мисъл и политическите последствия. – В: Реформацията – история и съвременни измервания. Ред. Румен Генов. С., 2007, 216 – 230.
- Fuchs, T. Philipp Melanchthon als neulateinischer Dichter in der Zeit der Reformation. Tübingen, 2008.
- Birnstein, U. Der Humanist. Was Philipp Melanchthon Europa lehrte, Berlin, 2010; Jung, M. Philipp Melanchthon und seine Zeit. Göttingen, 2010.